# Muara Dua (Siak Kecil)
Muara Dua is een bestuurslaag in het regentschap Bengkalis van de provincie Riau, Indonesië. Muara Dua telt 726 inwoners (volkstelling 2010).